# System numeryczny
System numeryczny wiersza – za wiersze numeryczne uważa się takie, w których występuje liczbowa zgodność stóp, zestrojów akcentowych czy sylab w jednym wersie. W zależności od tego, które z powyższych elementów wykazują zgodność liczebną, wyróżniamy trzy rodzaje wiersza numerycznego:
- Wiersz sylabiczny – wykazuje liczebną zgodność sylab w wersie
- Wiersz toniczny – wykazuje liczebną zgodność zestrojów akcentowych w wersie
- Wiersz sylabotoniczny – wykazuje liczebną zgodność stóp